# Labuan (Indonésie)
Pour les articles homonymes, voir Labuan.
Labuan est une ville d'Indonésie, située sur la côte occidentale de l'île de Java. Elle se trouve dans le kabupaten de Pandeglang, province de Banten.
Labuan est le port d'embarquement pour les excursions à destination du volcan Krakatoa et du parc national d'Ujung Kulon.

Le port de pêche de Labuan, en juin 2011